# 岡崎市指定文化財一覧
岡崎市指定文化財一覧（おかざきししていぶんかざいいちらん）は、愛知県岡崎市指定の文化財を一覧化したものである。

## 有形文化財
| 種別   | 名称                                   | 時代                                                    | 所有者又は管理者 | 指定年月日                 | 備考 |
| ------ | -------------------------------------- | ------------------------------------------------------- | ---------------- | -------------------------- | ---- |
| 建造物 | 真福寺仁王門                           | 明応3年（1494年）再建                                   | 真福寺           | 1960年（昭和35年）3月10日  |      |
| 建造物 | 切越八面塔                             | 平安時代末期                                            | 切越町           | 1967年（昭和42年）9月14日  |      |
| 建造物 | 足利尊氏石宝塔                         | 延文3年（1358年）                                       | 八剣神社         | 1960年（昭和35年）3月10日  |      |
| 建造物 | 久世平太夫石宝塔                       | 天文15年（1546年）、安永8年（1779年）修造               | 長福寺           | 1967年（昭和42年）9月14日  |      |
| 建造物 | 酒井広親石宝塔                         | 長禄3年（1459年）                                       | 信光明寺         | 1967年（昭和42年）9月14日  |      |
| 建造物 | 大久保浄源石宝塔                       | 天正9年（1581年）                                       | 長福寺           | 1967年（昭和42年）9月14日  |      |
| 建造物 | 大久保忠員石宝塔                       | 天正10年（1582年）、宝暦12年（1762年）修補              | 長福寺           | 1967年（昭和42年）9月14日  |      |
| 建造物 | 諏訪神社石灯籠                         | 天正16年（1588年）                                      | 諏訪神社         | 1967年（昭和42年）9月14日  |      |
| 建造物 | 犬頭神社石鳥居                         | 慶長10年（1605年）                                      | 糟目犬頭神社     | 1967年（昭和42年）9月14日  |      |
| 建造物 | 弟也斎                                 | 天保の頃（龍渓茶室）                                    | 明願寺           | 1978年（昭和53年）6月15日  |      |
| 建造物 | 明神型石鳥居                           | 明応3年（1494年）年再建                                 | 菅生神社         | 1990年（平成2年）3月22日   |      |
| 建造物 | 甲山寺本堂（護摩堂）（附 棟札）        | 元禄15年（1702年） - 元禄16年（1703年）再建             | 甲山寺           | 2005年（平成17年）12月20日 |      |
| 建造物 | 日吉山王社本殿                         | 慶長13年（1608年、推定）、正保2年（1645年）修築（推定） | 滝山東照宮       | 2006年（平成18年）12月21日 |      |
| 建造物 | 大樹寺本堂                             | 安政4年（1857年）再建                                   | 大樹寺           | 2008年（平成20年）6月16日  |      |
| 建造物 | 伊賀八幡宮末社上総社社殿、牟久津社社殿 | 江戸時代前期                                            | 大樹寺           | 2008年（平成20年）6月16日  |      |
| 建造物 | 大樹寺開山堂                           | 寛永13年（1636年、推定)                                 | 伊賀八幡宮       | 2011年（平成23年）3月23日  |      |

## 民俗文化財
| 種別           | 名称                                          | 時代                    | 所有者又は管理者                     | 指定年月日                | 備考 |
| -------------- | --------------------------------------------- | ----------------------- | ------------------------------------ | ------------------------- | ---- |
| 有形民俗文化財 | 祭礼山車（1台）                               | 江戸時代末期            | 矢作町3区                            | 1968年（昭和43年）2月8日  |      |
| 有形民俗文化財 | 祭礼山車（1台）                               | 江戸時代末期            | 矢作町2区                            | 1973年（昭和48年）3月23日 |      |
| 有形民俗文化財 | 渭信寺絵馬群（95点）                          | 明治時代 - 大正時代     | 渭信寺                               | 1991年（平成3年）2月6日   |      |
| 有形民俗文化財 | 八帖諏訪神社絵馬群（10点）                    | 江戸時代中期 - 明治時代 | 諏訪神社                             | 1991年（平成3年）2月6日   |      |
| 無形民俗文化財 | 六所神社絵馬群(83 点)                         | 室町時代後期 - 江戸時代 | 六所神社                             | 1991年（平成3年）2月6日   |      |
| 無形民俗文化財 | 矢作神社絵馬群(12 点)                         | 江戸時代 - 明治時代     | 矢作神社                             | 1991年（平成3年）2月6日   |      |
| 無形民俗文化財 | 保久八幡宮舞台                                | 明治27年（1894年）改築  | 保久八幡宮                           | 2005年（平成17年）9月16日 |      |
| 無形民俗文化財 | 大嘗祭悠紀斎田（田植唄、踊り、用具、装束一式) | 江戸時代中期 - 明治時代 | 六ツ美悠紀斎田保存会、岡崎市         | 1966年（昭和41年）3月10日 |      |
| 無形民俗文化財 | デンデンガッサリ                              | 室町時代                | デンデンガッサリ保存会               | 1972年（昭和47年）7月5日  |      |
| 無形民俗文化財 | 須賀神社祭礼山車及び祭りばやし                | 江戸時代                | 須賀神社祭礼山車及び祭りばやし保存会 | 1982年（昭和57年）1月8日  |      |
| 無形民俗文化財 | 夏山八幡宮火祭り                              | 永禄元年（1558年）      | 夏山八幡宮                           | 2005年（平成17年）9月16日 |      |
| 無形民俗文化財 | 堤通手永御田扇祭り                            | 江戸時代中期            | 堤通手永御田扇祭り保存会             | 2015年（平成27年）6月30日 |      |
| 無形民俗文化財 | 山方手永御田扇祭り                            | 江戸時代中期            | 山方手永御田扇祭り保存会             | 2015年（平成27年）6月30日 |      |

## 記念物
| 種別       | 名称                                   | 時代                                              | 指定年月日                 | 所有者又は管理者       | 備考 |
| ---------- | -------------------------------------- | ------------------------------------------------- | -------------------------- | ---------------------- | ---- |
| 史跡       | 高隆寺跡                               | 平安時代後期                                      | 1962年（昭和37年）6月15日  | 個人                   |      |
| 史跡       | 松平八代墓                             | 室町時代                                          | 1962年（昭和37年）6月15日  | 大樹寺                 |      |
| 史跡       | 岡崎城跡                               | 享徳元年（1452年） - 康正元年（1455年）築城       | 1962年（昭和37年）6月15日  | 岡崎市                 |      |
| 史跡       | 山中城跡                               | 大永4年（1524年）清康入城                         | 1962年（昭和37年）6月15日  | 岡崎市                 |      |
| 史跡       | 松平清康墓・松平広忠墓                 | 天文4年（1535年）清康没・天文18年（1549年）広忠没 | 1962年（昭和37年）6月15日  | 大林寺                 |      |
| 史跡       | 本多忠勝誕生地                         | 天文17年（1548年）誕生                            | 1962年（昭和37年）6月15日  | 岡崎市                 |      |
| 史跡       | 上宮寺境内地                           | 永禄6年（1563年）一向一揆発端地                   | 1962年（昭和37年）6月15日  | 上宮寺                 |      |
| 史跡       | 勝鬘寺境内地                           | 永禄6年（1563年）一向一揆拠点地                   | 1962年（昭和37年）6月15日  | 勝鬘寺                 |      |
| 史跡       | 松平広忠公御廟所                       | 慶長10年（1605年）                                | 1962年（昭和37年）6月15日  | 松應寺                 |      |
| 史跡       | 大久保忠教墓・大久保忠員墓・宇津忠茂墓 | 寛永16年（1639年）                                | 1962年（昭和37年）6月15日  | 長福寺                 |      |
| 史跡       | 保久城主山下家墓所                     | 鎌倉時代 - 室町時代                               | 1970年（昭和45年）12月1日  | 個人                   |      |
| 史跡       | 甲山第1号墳                            | 古墳時代中期                                      | 1972年（昭和47年）7月5日   | 甲山寺                 |      |
| 史跡       | 石田第1号墳                            | 古墳時代後期                                      | 1972年（昭和47年）7月5日   | 個人                   |      |
| 史跡       | 石田第2号墳                            | 古墳時代後期                                      | 1972年（昭和47年）7月5日   | 個人                   |      |
| 史跡       | 村上遺跡                               | 縄文時代早期 - 縄文時代晩期                       | 1973年（昭和48年）5月6日   | 岡崎市                 |      |
| 史跡       | 村上古墳                               | 古墳後期                                          | 1973年（昭和48年）5月6日   | 岡崎市                 |      |
| 史跡       | 松本古窯跡                             | 鎌倉時代                                          | 1974年（昭和49年）1月11日  | 岡崎市                 |      |
| 史跡       | 千人塚                                 | 応仁元年（1467年）井田野の戦い                    | 1974年（昭和49年）1月11日  | 鴨田町                 |      |
| 史跡       | 藤川宿脇本陣跡                         | 江戸時代                                          | 1978年（昭和53年）10月21日 | 岡崎市                 |      |
| 史跡       | 猿投塚古墳                             | 古墳時代中期（推定）                              | 1980年（昭和55年）7月11日  | 岡崎市                 |      |
| 史跡       | 奥殿藩藩主廟所                         | 江戸時代時代                                      | 1988年（昭和63年）11月7日  | 個人                   |      |
| 史跡       | 日近城跡                               | 室町時代                                          | 1990年（平成2年）7月6日    | 広祥院                 |      |
| 史跡       | 雨山砦跡及び雨山合戦地                 | 弘治2年（1556年）                                 | 1992年（平成4年）6月15日   | 愛知県                 |      |
| 史跡       | 岩津城跡                               | 室町時代 - 安土桃山時代                           | 2024年（令和6年）3月29日   | 個人                   |      |
| 天然記念物 | ごばん山第3紀末波蝕巨礫群              |                                                   | 1962年（昭和37年）6月15日  | 個人等                 |      |
| 天然記念物 | 聖善寺のしだれ桜                       |                                                   | 1963年（昭和38年）5月8日   | 聖善寺                 |      |
| 天然記念物 | 白山神社の大くす                       |                                                   | 1963年（昭和38年）5月8日   | 白山神社               |      |
| 天然記念物 | 土呂陣屋の松                           |                                                   | 1963年（昭和38年）5月8日   | 岡崎市                 |      |
| 天然記念物 | 法蔵寺の桜                             |                                                   | 1963年（昭和38年）5月8日   | 法蔵寺                 |      |
| 天然記念物 | 奥山田のしだれ桜                       |                                                   | 1963年（昭和38年）5月8日   | 奥山田のしだれ桜保存会 |      |
| 天然記念物 | 石神のちょうせんがや                   |                                                   | 1963年（昭和38年）5月8日   | 個人                   |      |
| 天然記念物 | 大樹寺のしい                           |                                                   | 1963年（昭和38年）5月8日   | 大樹寺                 |      |
| 天然記念物 | 見返りの大スギ                         |                                                   | 1971年（昭和46年）5月20日  | 天恩寺                 |      |
| 天然記念物 | 夏山の大スギ                           |                                                   | 1971年（昭和46年）5月20日  | 諏訪神社               |      |
| 天然記念物 | 牛乗山第三紀末波蝕巨礫群               |                                                   | 1971年（昭和46年）9月25日  | 薬師寺                 |      |
| 天然記念物 | 瓶井神社の大ケヤキ                     |                                                   | 1963年（昭和38年）7月5日   | 瓶井神社               |      |
| 天然記念物 | 才栗のイチイガシ                       |                                                   | 1963年（昭和38年）7月5日   | 白髭神社               |      |
| 天然記念物 | 才栗のムクノキ                         |                                                   | 1963年（昭和38年）7月5日   | 個人                   |      |
| 天然記念物 | 須淵素盞嗚神社社叢                     |                                                   | 1975年（昭和50年）3月26日  | 素盞嗚神社             |      |
| 天然記念物 | 法蔵寺のイヌマキ                       |                                                   | 1975年（昭和50年）3月26日  | 法蔵寺                 |      |
| 天然記念物 | 浄光寺のイチョウ                       |                                                   | 1975年（昭和50年）3月26日  | 浄光寺                 |      |
| 天然記念物 | 切越の夫婦ヒノキ                       |                                                   | 1976年（昭和51年）3月31日  | 須佐之男社             |      |
| 天然記念物 | 茅原沢神明宮社叢                       |                                                   | 1978年（昭和53年）10月21日 | 個人                   |      |
| 天然記念物 | 山中八幡宮のヒメハルゼミ生息地         |                                                   | 1982年（昭和57年）9月8日   | 山中八幡宮             |      |
| 天然記念物 | ゲンジボタル                           |                                                   | 1983年（昭和58年）7月14日  | 愛知県・岡崎市         |      |
| 天然記念物 | 瑞雲寺クロガネモチ                     |                                                   | 1985年（昭和60年）1月26日  | 瑞雲寺                 |      |
| 天然記念物 | 山中八幡宮のクスノキ                   |                                                   | 1985年（昭和60年）3月6日   | 山中八幡宮             |      |
| 天然記念物 | 浄光寺のハマボウ                       |                                                   | 1985年（昭和60年）3月6日   | 浄光寺                 |      |
| 天然記念物 | とよとみ梨                             |                                                   | 1990年（平成2年）7月6日    | 個人                   |      |
| 天然記念物 | キシノウエトタテグモ生息地             |                                                   | 2007年（平成19年）6月12日  | 岡崎市                 |      |
| 天然記念物 | 桜井寺のシロバイ自生地                 |                                                   | 2017年（平成29年）12月26日 | 桜井寺                 |      |